# Carvie Upshaw
Carvernetta La Vay Upshaw, detta Carvie (Tampa, 7 marzo 1967), è un'ex cestista statunitense.

## Carriera
Ha giocato in Serie A1 con Parma, Pescara, Sesto San Giovanni e Alcamo e nella IWBL con Elitzur Cellcom Holon.

## Palmarès
- Coppa Ronchetti: 1

Basket Parma: 1989-90